# Ligbrænder
|  | Denne artikel er oprettet af botten PalnaBot ud fra en ekstern database. Den kan derfor have sproglige fejl eller mangler. Denne skabelon kan fjernes efter kontrol af indholdet. |

Ligbrænder er en film instrueret af Birger Vosgerau efter manuskript af Birger Vosgerau.

## Handling
Et portræt af en mand og hans arbejdsplads. Uden dramatik fortælles om begravelsesskikke, som Morten oplever dem, både i praktisk og arbejdsmæssig henseende og i henseende til Gud og kirken. Morten fortæller også om de arbejdsmiljøproblemer, hans job har givet ham.